# Angelica longipedicellata
Angelica longipedicellata là một loài thực vật có hoa trong họ Hoa tán. Loài này được (H.Wolff) M.Hiroe mô tả khoa học đầu tiên năm 1979.